# 8-я гвардейская общевойсковая армия (СССР)
8-я гвардейская общевойсковая ордена Ленина армия (сокр. 8-я Гв. А, в/ч ПП № 61877) — оперативное объединение (гвардейская армия) РККА, участвовавшее в Великой Отечественной войне, в послевоенный период — Вооружённых сил СССР (до 1991 года) и Вооружённых сил Российской Федерации (1991—1992) в составе Группы советских войск в Германии (ГСОВГ, ГСВГ, ЗГВ). Управление в период нахождения в составе ГСВГ располагалось в общине Нора.

## Во время Великой Отечественной войны

### Создание
8-я гвардейская армия была образована 5 мая 1943 года на основании директивы Ставки ВГК, от 16 апреля 1943 года, путём преобразования из 62-й армии в связи с присвоением ей почётного звания — «Гвардейская» и нового войскового номера «8», в составе Юго-Западного фронта 2-го формирования При переформировании и доукомплектовании армия дислоцировалась в районе городов Купянск Харьковской области и Сватово Луганской области УССР.

«В мае все дивизии, входившие в состав армии, получили правительственные награды: гвардейские знамёна и ордена. Мне как командующему этими дивизиями в Сталинградском сражении и членам Военного совета армии выпала высокая честь вручить эти знамёна дивизиям».— Чуйков В. И. Гвардейцы Сталинграда идут на запад. — М.: Советская Россия, 1972. — С. 39.
Годовой праздник 8-й гвардейской общевойсковой армии — 10 июля. Установлен Директивой Ставки ВГК № 994103 от 10 июля 1942 года.

### Участие в боевых действиях

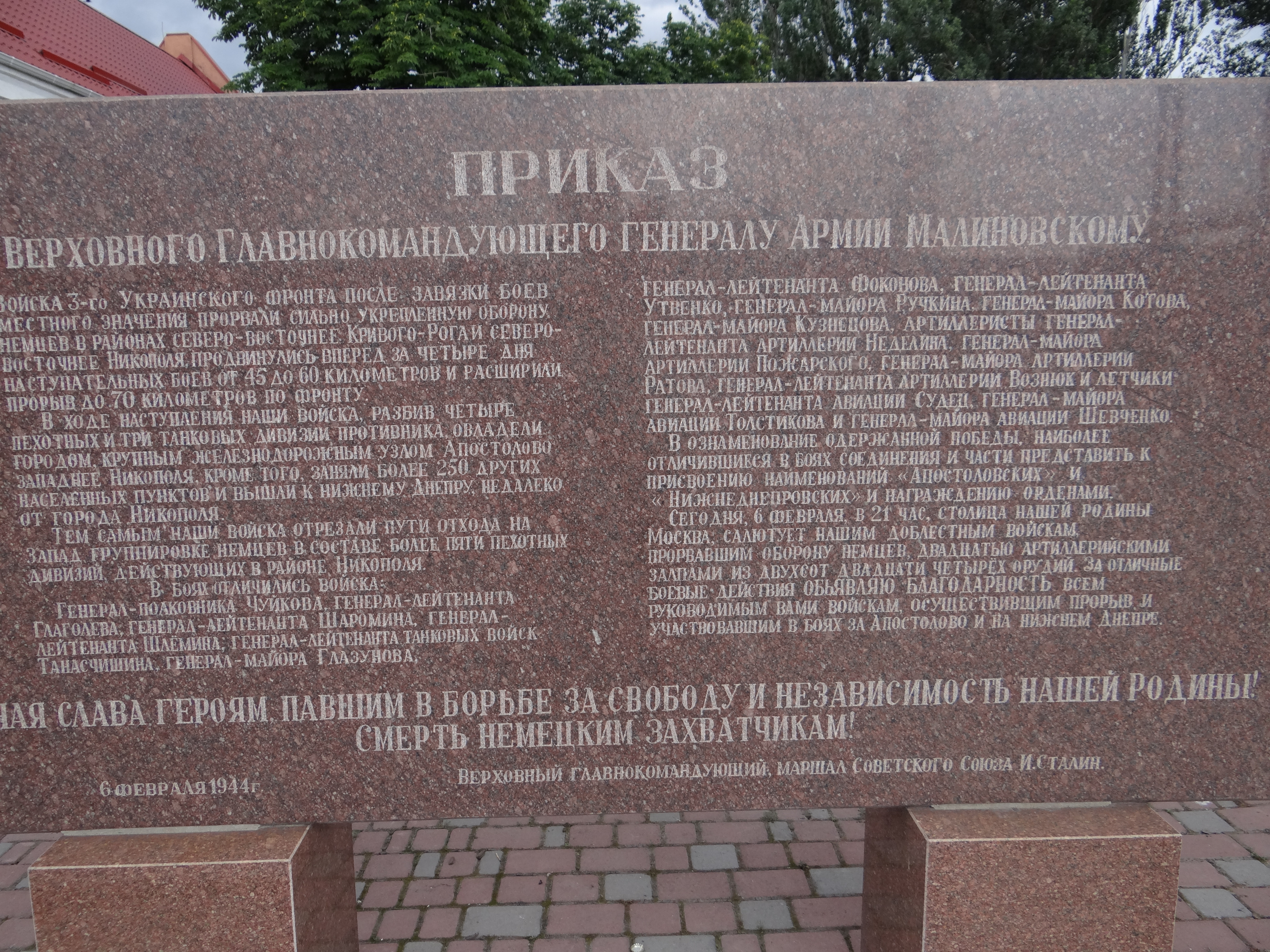
Стела в городе Апостолово.

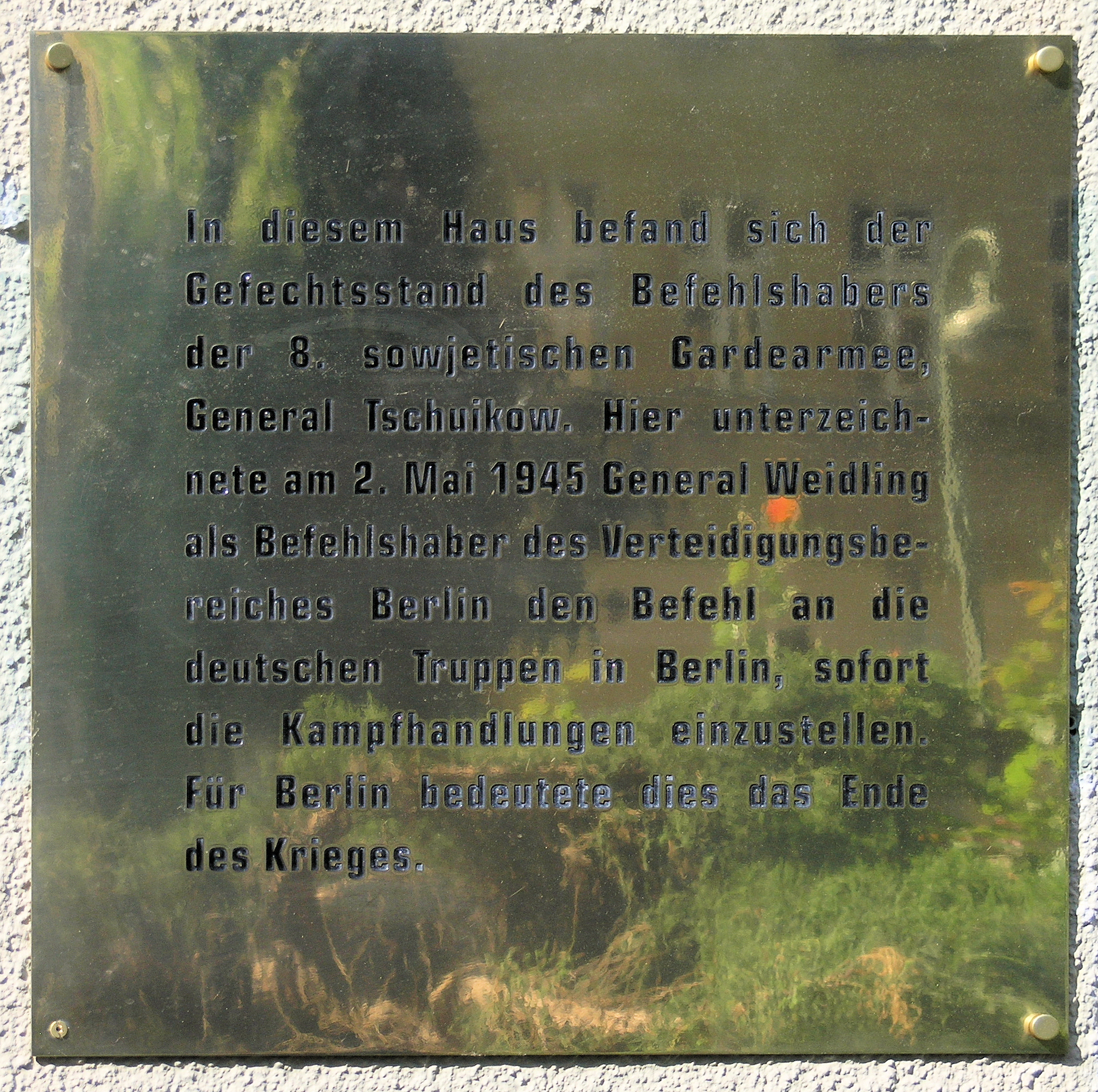
Мемориальная доска на улице Schulenburgring 2, в Берлине, где располагался штаб 8 гв. А.

Войска армии занимали оборону по правому берегу реки Северский Донец, севернее Славянска, в июле 1943 года участвовали в Изюм-Барвенковской наступательной операции (17 — 27 июля), а в августе — сентябре — в Донбасской стратегической наступательной операции (13 августа — 22 сентября). Развивая наступление в направлении Днепра, соединения армии во взаимодействии с другими войсками Юго-Западного фронта освободили город Запорожье (14 октября), форсировали Днепр южнее Днепропетровска и овладели плацдармом на его правом берегу. К этому времени в составе армии находились управление, 28, 29-й и 4-й гвардейские стрелковые корпуса.
20 октября 1943 года объединение было включена в состав 3-го Украинского фронта. В ноябре его войска вели наступление на Криворожском направлении, затем занимали оборону севернее города Никополь.
Зимой и весной 1944 года армия участвовала в разгроме противника на Правобережной Украине, наступала на направлении главного удара фронта в Никопольско-Криворожской (30 января — 29 февраля), Березнеговато-Снигирёвской (6 — 18 марта) и Одесской операциях (26 марта — 14 апреля).
10 апреля войска формирования во взаимодействии с соединениями 5-й ударной, 6-й армиями и конно-механизированной группой освободили Одессу и вышли к Днестровскому лиману.
8 июня 1944 года армия была выведена в резерв Ставки ВГК. 15 июня её включили в состав 1-го Белорусского фронта 2-го формирования и выдвинули на ковельское направление. 

20 июля 1944 года войска армии перешли границу с Польшей.

В июле — августе 1944 г. соединения армии форсировали Западный Буг в ходе Люблин-Брестской операции (18 июля — 2 августа) и участвовали в освобождении Люблина (24 июля). Затем её войска форсировали Вислу (южнее Варшавы) и овладели Магнушевским плацдармом.

С утра 1 августа она начала форсирование в районе Магнушев, устье реки Пилица.

В течение дня войска генерала Чуйкова овладели плацдармом на западном берегу Вислы шириной 15 километров и глубиной до 10 километров. К 4 августа армия сумела навести через реку мосты грузоподъемностью 16 тонн и один 60-тонный. Василий Иванович Чуйков переправил на плацдарм танки и всю артиллерию.
— Рокоссовский К. К. Солдатский долг. — М.: Новости, 1968. — С. 278-279.
Оборона плацдарма продолжалась до середины января 1945 г.

13 сентября 1944 года армии было вручено гвардейское Красное знамя.

С 14 января 1945 г. войска армии принимали участие в Висло-Одерской стратегической операции (12 января — 3 февраля). Во взаимодействии с другими войсками они освободили Лодзь (19 января).

28 января 1945 года войска армии перешли границу Германии.
Соединения армии с ходу форсировали Одер. Осада города-крепости Познань началась 26 января 1945 года и закончилась капитуляцией гарнизона крепости 23 февраля 1945 года. В штурме участвовали части армии: 39 гвардейская стрелковая дивизия 28 гвардейского стрелкового корпуса (до 5 февраля),3 дивизии 29 гвардейского стрелкового корпуса, а также 2 дивизии 91 стрелкового корпуса 69 армии.
 В ходе боевых действий по удержанию и расширению плацдарма в районе Кюстрина армия вела сначала упорные оборонительные бои на плацдарме, затем 12 марта во взаимодействии с войсками 5-й ударной армии и силами Днепровской военной флотилии овладели городом, а 30 марта — крепостью Кюстрин.
Боевой путь 8-я гвардейская армия завершила участием в Берлинской стратегической операции (16 апреля — 8 мая 1945 г.).
За отличие в боях при освобождении Польши и Германии, всем стрелковым и артиллерийским полкам стрелковых дивизий армии были присвоены почётные наименования: «Берлинский» — 13-и полкам; «Гнезненский» — 3-м полкам; «Померанский» — 8-и полкам и 3 отдельным истребительно-противотанковым артиллерийским дивизионам; «Познанский» — 10-и полкам и 1 отдельному истребительно-противотанковому артиллерийскому дивизиону; «Люблинский» — 2-м полкам; «Демблинский» — 2-м полкам; «Лодзинский» — 4-м полкам.
Почётные наименования получили все управления стрелковых корпусов армии — 4-й гвардейский стрелковый корпус стал «Бранденбургским», 28-й гвардейский стрелковый корпус — «Люблинским», а 29-й гвардейский стрелковый корпус — «Лодзинским».

## Послевоенное время

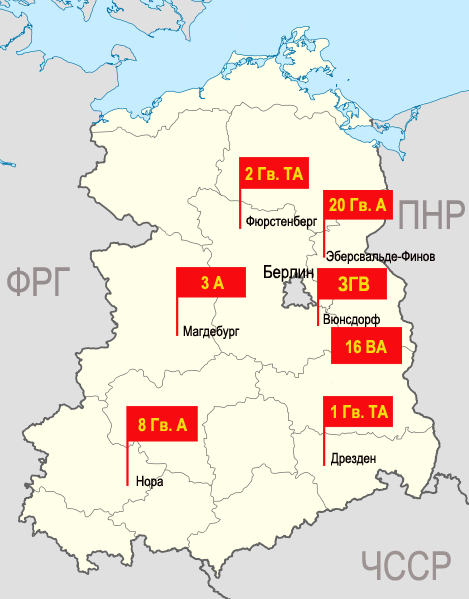
Размещение штаба 8-й гв. ОА и штабов армий ЗГВ на территории бывшей ГДР по состоянию на 1991 год.

По окончании Великой Отечественной войны, согласно Директиве Ставки Верховного Главнокомандования № 11095 от 29 мая 1945 года, 8-я гвардейская армия входит в состав Группы советских оккупационных войск в Германии (с 1954 года — Группа советских войск в Германии). Штаб армии располагался изначально в Йене, с июля 1945 г. и до конца 1945 года в Веймаре, а с января 1946 года и до момента вывода из Германии в 1990-е годы в городе Нора.

### Участие в Параде Победы
Сводная рота 8-й гвардейской общевойсковой армии принимала участие в Параде Победы в Москве 24 июня 1945 года. Комплектование сводной роты армии и подготовка её к параду началась 16 мая 1945 года. Сводную роту готовил заместитель командира 101-й гвардейского стрелкового полка (35-я гвардейская стрелковая дивизия) по артиллерии гвардии капитан В. И. Варенников. Готовилось к параду 6 шеренг, по 10 человек в каждой. В 20-х числах мая сводная рота в составе сводного полка 1-го Белорусского фронта прибыла в Москву. 20 июня 1945 года в Москву из Берлина на самолёте Ли-2 было доставлено Знамя Победы. Почётный караул по встрече знамени возглавил гвардии капитан В. И. Варенников.
Известные участники парада Победы от армии: командующий 8-й гвардейской общевойсковой армией гвардии генерал-полковник В. И. Чуйков, заместитель командира 101-го гвардейского стрелкового полка по артиллерии 35-й гвардейской стрелковой дивизии гвардии капитан В. И. Варенников, разведчик 227-го гвардейского стрелкового полка 79-й гвардейской стрелковой дивизии гвардии младший сержант Л. А. Бужак, командир орудия 172 гвардейского стрелкового полка 57 гвардейской стрелковой дивизии гвардии старший сержант Шулайкин А. М., сапёр 100 гвардейского стрелкового полка 35-й гвардейской стрелковой дивизии гвардии старший сержант Ерошкин В. К..

### Операция Дунай

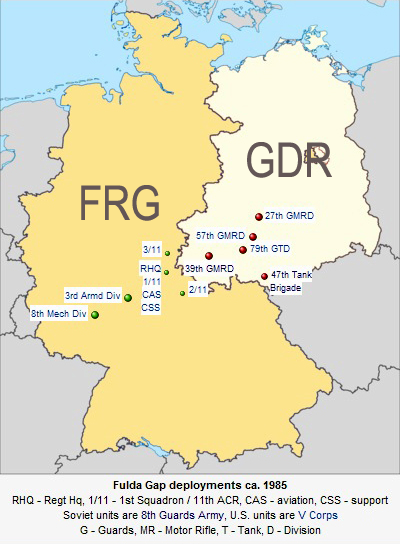
Развёртывание соединений 8-й гв. А и 5-го армейского корпуса США возле границы ГДР — ФРГ по состоянию на 1985 год (на английском языке).

20 гвардейская мотострелковая Прикарпатско-Берлинская Краснознаменная ордена Суворова дивизия (входила в состав армии с 1964 по 1983 год), в период с 15 мая по 5 ноября 1968 года участвовала в операции «Дунай» в Чехословацкой Социалистической Республике. На этот период она была подчинена 1-й гвардейской танковой армии. 20 августа 1968 года части дивизии пересекли границу ГДР—ЧССР и в течение 21 августа заняли свой участок ответственности на западной границе Чехословакии в районе города Бор.
Приказом Министра обороны СССР от 17-го октября 1968 года № 242 за образцовое выполнение задания командования и интернационального долга по оказанию помощи трудящимся Чехословакии в борьбе с контрреволюционными элементами и проявленные при этом отвагу и мужество всему личному составу дивизии — участникам операции «Дунай» объявлена благодарность.

### Существование
8-я гвардейская общевойсковая армия была одним из крупнейших войсковых объединений Советской армии Вооружённых сил СССР.
Расстояние от места дислокации дивизий армии до границы с ФРГ составляло около 5 километров. Дивизии армии контролировали фульдский коридор — участок, который считался предполагаемым противником, как один из наиболее вероятных направлений вторжения в Западную Европу Вооружённых сил стран-участниц Варшавского договора. Со стороны ФРГ, напротив позиций 8-й гвардейской общевойсковой армии, находились V и VII армейских корпусов США Центральной группы армий НАТО.
Численность армии составляла около 90 000 человек.
Указом Президиума Верховного Совета СССР 22 февраля 1968 года, за большие заслуги, проявленные в боях по защите Советской Родины, успехи в боевой и политической подготовке и в связи с 50-летием Советской армии и Военно-морского флота 8-я гвардейская армия награждается Орденом Ленина. (Орден № 338700, Грамота Президиума Верховного Совета СССР № 015804 от 23 февраля 1968 года).
Вооружение армии, на момент начала вывода войск с территории Германии в 1991 году, составляет: 39 гв.мсд: 155 танков Т-80, 637 ББМ, 126 САУ; 57 гв.мсд: 256 танков Т-80, 477 ББМ, 108 САУ; 79 гв. тд: 322 танка Т-80, 278 ББМ, 72 САУ; 119-й отд. танковый полк: 79 танков Т-80. Всего: 958 танков Т-80, 1872 ББМ, 414 САУ.

### Вывод
После объединения Германии в 1990 году, с подписанием 12 сентября 1990 года министрами иностранных дел ФРГ, ГДР, СССР, США, Франции и Великобритании «Договора об окончательном урегулировании в отношении Германии», пребывание советских войск на территории объединённой Германии — ФРГ стало определяться как временное, а планомерный вывод должен быть осуществлён по 1994 год включительно.
8-я гвардейская общевойсковая армия была выведена одной из первых, в 1992 году в Волгоград, переформирована в 8-й гвардейский армейский корпус (8-й гв. ак, «Волгоградский корпус», Рохлинский корпус).
Первой была выведена 27-я гвардейская мотострелковая Омско-Новобугская Краснознамённая ордена Богдана Хмельницкого дивизия. Причиной поспешного вывода (как и серьёзных кадровых перестановок в ГСВГ) послужил случай с бывшим командиром 28 тп 27 гв. мсд подполковником Михаилом Колесниковым.
Вывод войсковых частей, входивших в состав армии, начался в 1991 году и пришелся на сложное время в истории страны — период ГКЧП и распада СССР. Большинство частей, входивших в состав армии, были также расформированы.
Знамя, Грамота Президиума ВС СССР, орденская книжка армии находятся в Центральном музее Вооружённых Сил в Москве.

### Война в Чечне
Корпус под командованием генерал-лейтенанта Рохлина прибыл из Волгограда в район Кизляра. 11 декабря 1994 года, совершив обманный манёвр, 8-й гвардейский армейский корпус совершил марш в Толстой-Юрт через дагестанские степи мимо населённых пунктов Александро-Невское, Солнечный, Терекли-Мектеб, Кумли. Это обезопасило колонну корпуса от нападения чеченских боевиков, наносивших болезненные удары по другим частям и соединениям российских войск выдвинувшихся в Чечню.
По прибытии в Чечню у станицы Червлённая, артиллерия корпуса оказала весомую поддержку 81-му полку оперативного назначения Внутренних войск МВД (в/ч 3709), когда тот подвергся нападению дудаевцев. Далее рохлинцы заняли рубеж по Терскому хребту недалеко от Грозного. 15 декабря 1994 года части корпуса сосредоточились в 1,5 км восточнее Толстой-Юрт.
Далее перед корпусом встала задача занятия моста через Сунжу у станицы Петропавловская. Станица была отбита и мост был взят под контроль федералов. Потом, помогая десантникам из 104-й гвардейской воздушно-десантной дивизии продвигаться по бездорожью к Аргуну, артиллерия 8-го корпуса наносила удары по местам возможного скопления боевиков в перелесках и балках.
В новогоднюю ночь 31 декабря 1994 года, части корпуса (255-й мсп и орб 20-й мсд, 33-й омсп, 3-й мсб 276-го мсп, 81-я абр) оказались единственными, кто сумел не только приблизиться к центру города, но и закрепиться там же, не дав себя разгромить. Командный пункт корпуса находился на консервном заводе Грозного на улице Исы Батыжева со 2 января 1995 г.
В ночь с 1 на 2 января, когда северная группировка (131-я омсбр и 81-й мсп) подверглась разгрому, а западная группировка (пдб 98-й вдд и 129-й мсп) увязла, получив вдобавок авиаудар от своих же, боевики перенацелили свой основной натиск на рохлинцев. Это заставило перенести командный пункт на Консервный завод. За два дня боёв корпус потерял 12 убитыми и 58 ранеными. Игнорирование приказов вышестоящего командования уберегло корпус от излишних потерь и разгрома, в отличие от других частей федералов.
2 января 1995 в 19:14 российская авиация нанесла удар по КП корпуса, нарушив связь.
К концу 2 января в оперативное подчинение 8-го АК передана свежая 74-я омсбр под командованием полковника Аркадия Бахина, затем Николая Баталова. Ожесточённая схватка между рохлинцам и сепаратистами привела к разрушению грозненского больничного комплекса. Действия 8-го гвардейского армейского корпуса позволили продолжать бои за город без перерыва.
Рохлин активно использовал танковую тактику «огненной карусели», когда танки непрерывно сменяют друг друга на позиции, достигая непрерывного огня по противнику.
68-й гвардейский разведывательный батальон 20-й мсд действовал по ночам, занимая здания и ведя за собой остальные части.
3 января корпусу подчинили отряд 45-го полка ВДВ. Отряд участвовал 6 января в захвате 12-этажного здания Института нефти и газа (совр. ГГНТУ им. академика М. Д. Миллионщикова на проспекте Хусейна Исаева). 5 января корпусу подчинили 129-й мсп. 9 января в подчинение вошли батальон 98-й вдд и 876-й батальон 61-й бригады морской пехоты Северного флота.
Интенсивная стрельба привела к выходу из строя пушек 2А36 81-й абр к 4 января.
13 января части корпуса (пдб 98-й вдд, 876-й дшб 61-й обрмп, 33-й омсп и 74-я омсбр) начали штурм здания бывшего Совета министров ЧИАССР.
19 января 276-й мотострелковый полк и морпехи корпуса заняли гостиницу «Кавказ». В это же время последние боевики выбиты из Совмина (ныне парковая зона мечети «Сердце Чечни»). Затем в 15:30 был занят президентский дворец Дудаева (бывшее здание Республиканского комитета компартии ЧИАССР, ныне Аллея памяти на проспекте В. В. Путина). 21 января 1995 года 33-й отдельный мотострелковый полк участвовал во взятии Дома печати.
В сражении за город корпус потерял 143 человека безвозвратными.
30 января был занят и затем оставлен трамвайный парк на ул. Краснофлотская. В течение нескольких дней боевики пытались контратаковать, истратив свои силы. К 6 февраля площадь Минутка была взята под контроль корпуса. Сепаратисты стали покидать город.
11 февраля 1995 года корпус начал возвращение в Волгоград. Управление 8-го армейского корпуса расформировано в декабре 1998 года.

## Отличившиеся воины
Два человека стали дважды Героями Советского Союза (Чуйков, Василий Иванович и Глазунов, Василий Афанасьевич), сотни воинов 8-й гвардейской армии в годы Великой Отечественной войны были удостоены высокого звания Героя Советского Союза, стали кавалерами ордена Славы 3-х степеней, тысячи награждены боевыми орденами и медалями, 6 Героев Советского Союза навечно зачислены в списки личного состава частей армии.
| Управление армии - Вайнруб, Матвей Григорьевич, гвардии генерал-майор танковых войск, командующий бронетанковыми и механизированными войсками армии. Указ Президиума Верховного Совета СССР от 6 апреля 1945 года. Медаль «Золотая Звезда» № 5175; - Панков, Михаил Андреевич, гвардии подполковник, старший помощник начальника штаба инженерных войск армии. Указ Президиума Верховного Совета СССР от 6 апреля 1945 года. Медаль «Золотая Звезда» № 5176; - Ткаченко, Владимир Матвеевич, гвардии генерал-майор инженерных войск, начальник инженерных войск армии. Указ Президиума Верховного Совета СССР от 6 апреля 1945 года. Медаль «Золотая Звезда» № 5174; - Чуйков, Василий Иванович, гвардии генерал-полковник, командующий армией, дважды Герой Советского Союза. Указы Президиума Верховного Совета СССР от 9 марта 1944 года,6 апреля 1945 года. Медаль «Золотая Звезда» № 1958 и 5208. Стрелковые корпуса - 4 гвардейский стрелковый Бранденбургский Краснознамённый корпус — 67 человек; - 28 гвардейский стрелковый Люблинский Краснознамённый ордена Суворова корпус — 66 человек; - 29 гвардейский стрелковый Лодзинский Краснознамённый корпус — 31 человек. | Отдельные части армейского подчинения - 33 стрелковый корпус: - Поляков, Михаил Павлович, рядовой, наводчик расчёта противотанкового ружья 453 стрелкового полка 78 стрелковой Запорожской дивизии. Указ Президиума Верховного Совета СССР от 19 марта 1944 года. Звание присвоено посмертно. - 5 отдельный гвардейский танковый Запорожский полк прорыва : - Грецкий, Пётр Петрович, гвардии подполковник, командир полка. Указ Президиума Верховного Совета СССР от 19 марта 1944 года. - 34 отдельный гвардейский тяжёлый танковый Краснознаменный ордена Александра Невского полк прорыва: - Корнеев, Василий Климович, гвардии капитан, командир танковой роты. Указ Президиума Верховного Совета СССР от 24 марта 1945 года; - Куклев, Роман Павлович, гвардии старшина, старший механик-водитель танка. Указ Президиума Верховного Совета СССР от 24 марта 1945 года; - Шашков, Герман Петрович, гвардии сержант, автоматчик. Указ Президиума Верховного Совета СССР от 24 марта 1945 года. - 41 отдельный Пражский батальон ранцевых огнемётов : - Попов Николай Иванович, рядовой, огнемётчик. Указ Президиума Верховного Совета СССР от 6 апреля 1945 года; - Хитров, Николай Дмитриевич, сержант, помощник командира взвода 2 роты. Указ Президиума Верховного Совета СССР от 6 апреля 1945 года. - 65 отдельный танковый Брестский Краснознаменный орденов Суворова и Кутузова полк : - Нортенко, Василий Иванович, лейтенант, командир взвода танков Т-34. Указ Президиума Верховного Совета СССР от 24 марта 1945 года. - 141 армейский минометный Запорожский Краснознамённый орденов Суворова и Богдана Хмельницкого полк: - Сенющенков, Виктор Тихонович, рядовой, наводчик миномёта 2 дивизиона. Указ Президиума Верховного Совета СССР от 22 февраля 1944 года. - 266 гвардейский армейский истребительно-противотанковый артиллерийский Нижнеднепровский Краснознамённый полк орденов Суворова и Богдана Хмельницкого полк: - Скворцов, Кирилл Федотович, гвардии подполковник, командир полка. Указ Президиума Верховного Совета СССР от 24 марта 1945 года. - 270 инженерно-саперный Никопольский батальон: - Завьялов, Сергей Алексеевич, старшина, командир отделения. Указ Президиума Верховного Совета СССР от 24 марта 1945 года; - Козлов, Фёдор Андреевич, майор, командир батальона. Указ Президиума Верховного Совета СССР от 24 марта 1945 года; - Попов, Иван Степанович, старший сержант, командир отделения. Указ Президиума Верховного Совета СССР от 24 марта 1945 года; - Солдатов, Константин Спиридонович, лейтенант, командир роты. Указ Президиума Верховного Совета СССР от 24 марта 1945 года. Закрыл своим телом амбразуру пулемёта. - Молдагалиев, Жангас, гвардии лейтенант, командир стрелковой роты 120 гвардейского стрелкового полка 39 гвардейской стрелковой дивизии. - Стефанов, Дмитрий Никитович, гвардии младший лейтенант, командир взвода 3 стрелкового батальона 83 гвардейского стрелкового полка 27 гвардейской стрелковой дивизии. Навечно зачислены в списки личного состава частей. - Бухтуев, Михаил Артемьевич, гвардии сержант, механик — водитель танка Т-34 2 танкового батальона 15 гвардейской танковой бригады зачислен в списки 585 гвардейского мотострелкового полка 39 гвардейской мотострелковой дивизии. - Климашкин, Алексей Федотович, гвардии рядовой, командир расчёта станкового пулемёта 174 гвардейского стрелкового полка 57 гвардейской стрелковой дивизии зачислен в списки 174 гвардейского мотострелкового полка 57 гвардейской мотострелковой дивизии. - Турунов, Геннадий Сергеевич, гвардии старший сержант, командир расчёта пулемётной роты 1 стрелкового батальона 172 гвардейского стрелкового полка 57 гвардейской стрелковой дивизии зачислен в списки 172 гвардейского мотострелкового полка 39 гвардейской мотострелковой дивизии. - Хименко, Андрей Максимович, гвардии рядовой, стрелок 117 гвардейского стрелкового полка 39 гвардейской стрелковой дивизии зачислен в списки 117 гвардейского мотострелкового полка 39 гвардейской мотострелковой дивизии. - Цыбань, Пётр Федотович, гвардии лейтенант, командир взвода связи 120 гвардейского стрелкового полка 39 гвардейской стрелковой дивизии зачислен в списки 120 гвардейского мотострелкового полка 39 гвардейской мотострелковой дивизии. - Шуклин, Илья Захарович, гвардии старший лейтенант, командир батареи 172 гвардейского артиллерийского полка 79 гвардейской стрелковой дивизии зачислен в списки 172 гвардейского самоходного артиллерийского полка 79 гвардейской танковой дивизии. - Женщины — Герои Советского Союза: - Кащеева, Вера Сергеевна, гвардии старший сержант, санитарный инструктор 1 стрелкового батальона 120 гвардейского стрелкового полка 39 гвардейской стрелковой дивизии. - Шкарлетова, Мария Савельевна, гвардии старший сержант, санитарный инструктор 170 гвардейского стрелкового полка 57 гвардейской стрелковой дивизии. |

| Управление армии - Кузнецов, Юрий Васильевич, гвардии рядовой, разведчик разведывательного отряда разведывательного отдела штаба армии. Стрелковые корпуса - 4 гвардейский стрелковый Бранденбургский Краснознаменный корпус — 121 человек; - 28 гвардейский стрелковый Люблинский Краснознаменный ордена Суворова корпус — 52 человек; - 29 гвардейский стрелковый Лодзинский Краснознаменный корпус — 65 человек. | Отдельные части армейского подчинения - 11 танковый Радомско-Берлинский Краснознаменный орденов Суворова и Кутузова корпус : - Дорошенко, Иван Игнатьевич, младший сержант, командир разведывательного отделения истребительно-противотанковой батареи 20 танковой Седлецкой Краснознаменной ордена Суворова бригады. - Пешков, Григорий Невкантьевич, старший сержант, командир отделения моторизованного батальона автоматчиков 65 танковой Волновахской Краснознамённой орденов Суворова и Кутузова бригады. - 65 отдельный танковый Брестский Краснознаменный орденов Суворова и Кутузова полк: - Михеев, Павел Егорович, старшина, механик-водитель танка Т-34. - Плотников, Борис Николаевич, старшина, радист-стрелок танка Т-34. - 18 артиллерийская Гатчинская Краснознамённая дивизия прорыва резерва ВГК: - Юдин, Валентин Гурьянович, рядовой, командир отделения разведки 568 минометного полка 42 минометной Нарвской бригады. - 141 армейский миномётный Запорожский Краснознаменный орденов Суворова и Богдана Хмельницкого полк: - Ляшенко, Харитон Александрович, сержант, командир минометного расчёта. - Эсаулов, Александр Михайлович, сержант, командир минометного расчёта. - 266 гвардейский армейский истребительно-противотанковый артиллерийский Нижнеднепровский Краснознаменный орденов Суворова и Богдана Хмельницкого полк: - Бадигин, Михаил Петрович, гвардии старший сержант, командир орудийного расчёта. - Бокатый, Иван Тимофеевич, гвардии сержант, командир орудийного расчёта. - Бочаров, Алексей Лукьянович, гвардии старший сержант, командир орудийного расчёта. - Доценко, Александр Данилович, гвардии старший сержант, командир орудийного расчёта. - Литвиненко, Павел Андреевич, гвардии сержант, наводчик орудия. - Малеев, Пётр Иванович, гвардии сержант, командир орудия. - 1091 корпусной артиллерийский Радомский ордена Кутузова полк: - Абрамов, Михаил Егорович, ефрейтор, наводчик орудия 3 батареи. - 295 гвардейский пушечный артиллерийский Гомельский Краснознамённый полк РГК: - Бугранов, Андрей Захарович, гвардии ефрейтор, старший разведчик-наблюдатель. - Вилков, Алексей Яковлевич, гвардии ефрейтор, разведчик-наблюдатель. - Панарин, Николай Павлович, гвардии ефрейтор, старший разведчик-наблюдатель. - 64 инженерно-сапёрная Краснознамённая бригада: - Балашов, Александр Георгиевич, сержант, командир отделения моторизованной инженерной разведывательной роты бригады. - Бачура, Степан Дмитриевич, ефрейтор, сапёр-разведчик 262 инженерно-сапёрного Краснознаменного батальона. - 200 отдельный моторизованный инженерный батальон: - Федосеев, Николай Яковлевич, младший сержант, командир отделения. - 19 отдельный огнемётный Лодзинский Краснознамённый батальон: - Магомедов, Хизри Магомедович, старшина, командир отделения. - Овсянкин, Петр Максимович, сержант, командир отделения. - 91 отдельный Одесский Краснознамённый ордена Александра Невского полк связи: - Зайцев, Валентин Иванович, сержант, командир телефонного отделения. - Женщины — кавалеры ордена Славы 3-х степеней: - Нечепорчукова, Матрёна Семёновна, гвардии старший сержант, санитарный инструктор роты 100 гвардейского стрелкового полка 35 гвардейской стрелковой дивизии, одна из четырёх женщин — кавалеров ордена Славы 3-х степеней. |

## Состав и изменения в составе армии

### На июнь 1943 года
По состоянию на 1.06.1943 года:

28-й гвардейский стрелковый корпус и 29-й гвардейский стрелковый корпус (39-я, 79-я, 88-я, 27-я, 74-я и 82-я гвардейский стрелковые дивизии) и также 24-я стрелковая дивизия, 5 и 9 отдельные гвардейские танковые полки, 224 отдельный танковый полк, 1443 самоходный артиллерийский полк, 99 пушечный артиллерийский полк, 184 и 536 истребительно-противотанковые артиллерийские полки, 141 миномётный полк, 302 гвардейский миномётный полк реактивной артиллерии, 878 зенитный артиллерийский полк и другие части армейского подчинения.

### На 1 мая 1945 года
Стрелковые части:

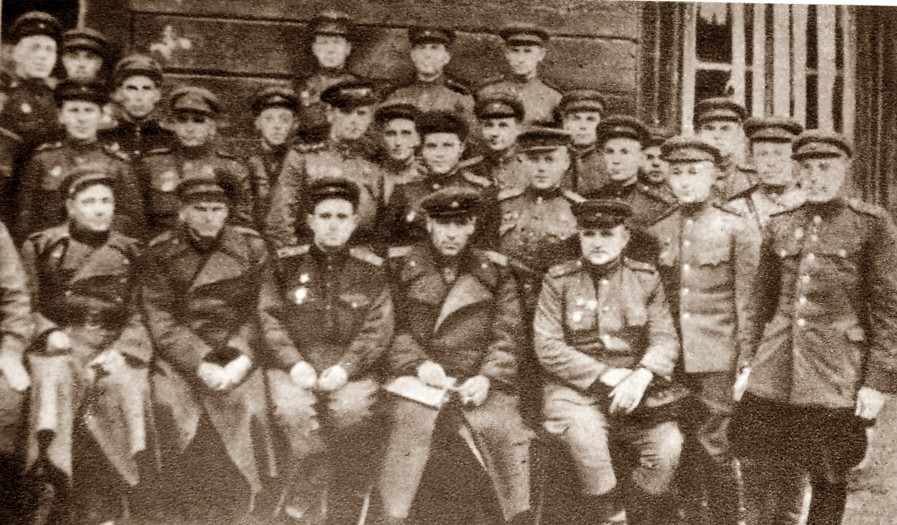
Командир 82-й гв. сд гв. генерал-майор Хетагуров (в центре) с командирами полков и батальонов дивизии.

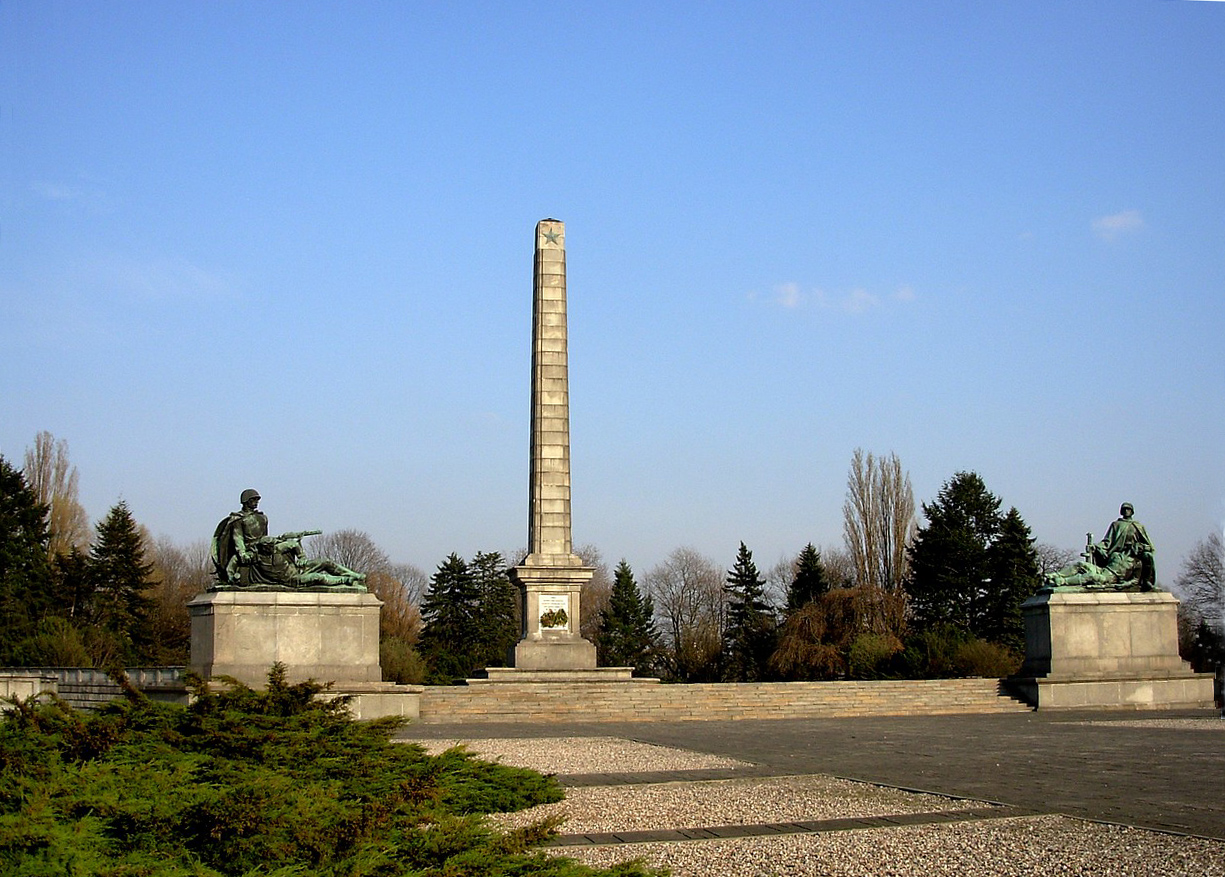
Военное мемориальное кладбище в Варшаве, где похоронены воины 8-й гвардейской армии.

- 4-й гвардейский стрелковый корпус:
  - 35-я гвардейская стрелковая дивизия;
  - 47-я гвардейская стрелковая дивизия;
  - 57-я гвардейская стрелковая дивизия;
- 28-й гвардейский стрелковый корпус:
  - 39-я гвардейская стрелковая дивизия;
  - 79-я гвардейская стрелковая дивизия;
  - 88-я гвардейская стрелковая дивизия;
- 29-й гвардейский стрелковый корпус:
  - 27-я гвардейская стрелковая дивизия;
  - 74-я гвардейская стрелковая дивизия;
  - 82-я гвардейская стрелковая дивизия

Артиллерийские части:
- 3-й артиллерийский корпус прорыва
  - 18-я артиллерийская дивизия прорыва
    - 65-я легкая артиллерийская бригада
    - 58-я гаубичная артиллерийская бригада
    - 2-я тяжёлая гаубичная артиллерийская бригада
    - 80-я тяжёлая гаубичная артиллерийская бригада
    - 120-я гаубичная артиллерийская бригада большой мощности
    - 42-я миномётная бригада

  - 3-й отдельный гвардейский разведывательный артиллерийский дивизион
  - 29-я артиллерийская дивизия прорыва
    - 182-я легкая артиллерийская бригада
    - 186-я гаубичная артиллерийская бригада
    - 189-я тяжёлая гаубичная артиллерийская бригада
    - 184-я гаубичная артиллерийская бригада большой мощности
    - 46-я миномётная бригада
    - 26-я тяжёлая миномётная бригада
    - 36-я гвардейская миномётная бригада реактивной артиллерии
- 43-я гвардейская пушечная артиллерийская бригада
- 40-й гвардейский корпусной артиллерийский полк
- 1091-й корпусной артиллерийский полк
- 295-й гвардейский пушечный артиллерийский полк
- 1-й пушечный артиллерийский полк особой мощности
- 38-й истребительно-противотанковый артиддерийский полк
- 266-й гвардейский истребительно-противотанковый артиллерийский полк
- 141-й миномётный полк
- 2-я гвардейская миномётная дивизия реактивной артиллерии
  - 17-я гвардейская миномётная бригада реактивной артиллерии
  - 20-я гвардейская миномётная бригада реактивной артиллерии
  - 26-я гвардейская миномётная бригада реактивной артиллерии
- 59-й гвардейский миномётный полк реактивной артиллерии
- 311-й гвардейский миномётный полк реактивной артиллерии
- 3-я гвардейская зенитная артиллерийская дивизия
  - 297-й гвардейский зенитный артиллерийский полк
  - 307-й гвардейский зенитный артиллерийский полк
  - 308-й гвардейский зенитный артиллерийский полк
  - 309-й гвардейский зенитный артиллерийский полк
- 878-й зенитный артиллерийский полк
- 6-й отдельный воздухоплавательный дивизион аэростатов артиллерийского наблюдения

Бронетанковые и механизированные войска:
- 7-я гвардейская тяжёлая танковая бригада
- 34-й гвардейский тяжелый танковый полк
- 65-й отдельный танковый полк
- 259-й отдельный танковый полк
- 371-й гвардейский самоходный артиллерийский полк
- 394-й гвардейский самоходный артиллерийский полк
- 694-й самоходный артиллерийский полк
- 1061-й самоходный артиллерийский полк
- 1087-й самоходный артиллерийский полк
- 1200-й самоходный артиллерийский полк
- 273-й отдельный моторизованный батальон особого назначения

Инженерные войска:
- 64-я инженерно-сапёрная бригада
  - 19-й гвардейский Краснознамённый инженерно-сапёрная батальон
  - 261-й Краснознамённый ордена Александра Невского инженерно-сапёрный батальон
  - 262-й Лодзинский Краснознамённый инженерно-сапёрная батальон
  - 270-й Никопольский Краснознамённый инженерно-сапёрная батальон

Огнемётные части:
- 6-й отдельный огнемётный батальон
- 19-й отдельный огнемётный батальон

Войска связи:
- 91-й отдельный Одесский[32] Краснознамённый[33], ордена Александра Невского[34] полк связи[35]
- Со второй половины 1945 года в составе стрелковых дивизий были созданы артиллерийские бригады: 35 гв. сд — 390 абр; 47 гв. сд — 391 абр; 57 гв. сд — 392 абр; 79 гв. сд — 393 абр; 88 гв. сд — 394 абр; 39 гв. сд — 396 абр; 74 гв. сд — 398 абр; 82 гв. сд — 399 абр; 27 гв. сд — 400 абр. Каждая бригада включала в себя миномётный полк, гаубичный полк и пушечный артиллерийский полк. К концу 1947 года бригады были расформированы.

### Лето 1946—1947 год

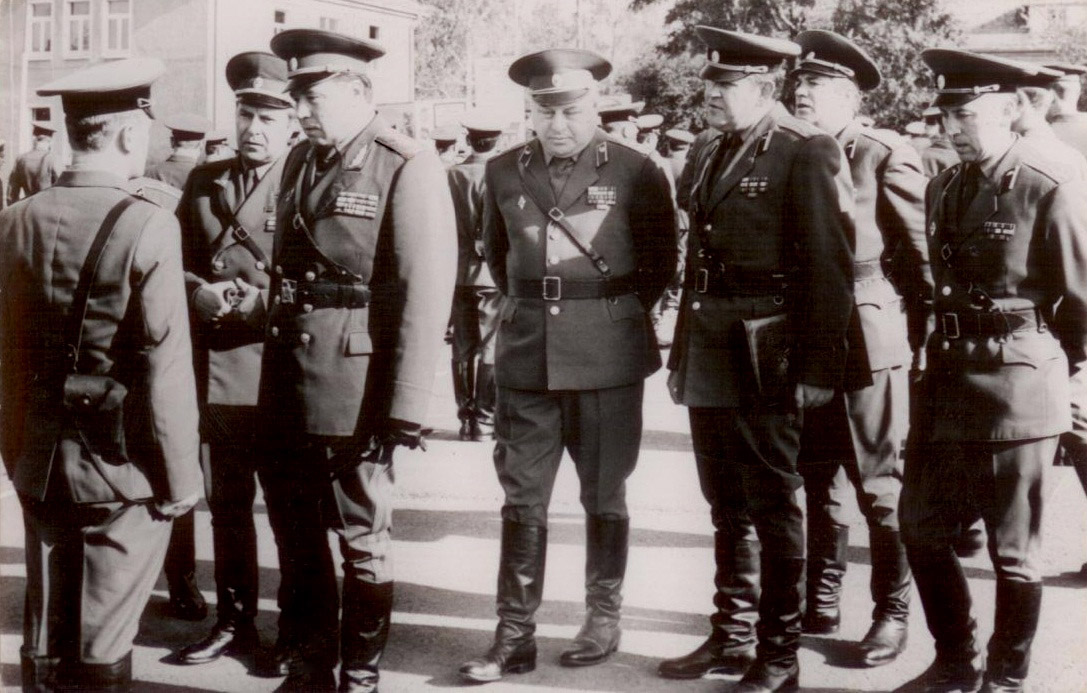
Командующий 8-й гвардейской армией гвардии генерал-лейтенант Бетехтин А. В. в 39-й гвардейской мотострелковой дивизии. 1980-е годы.

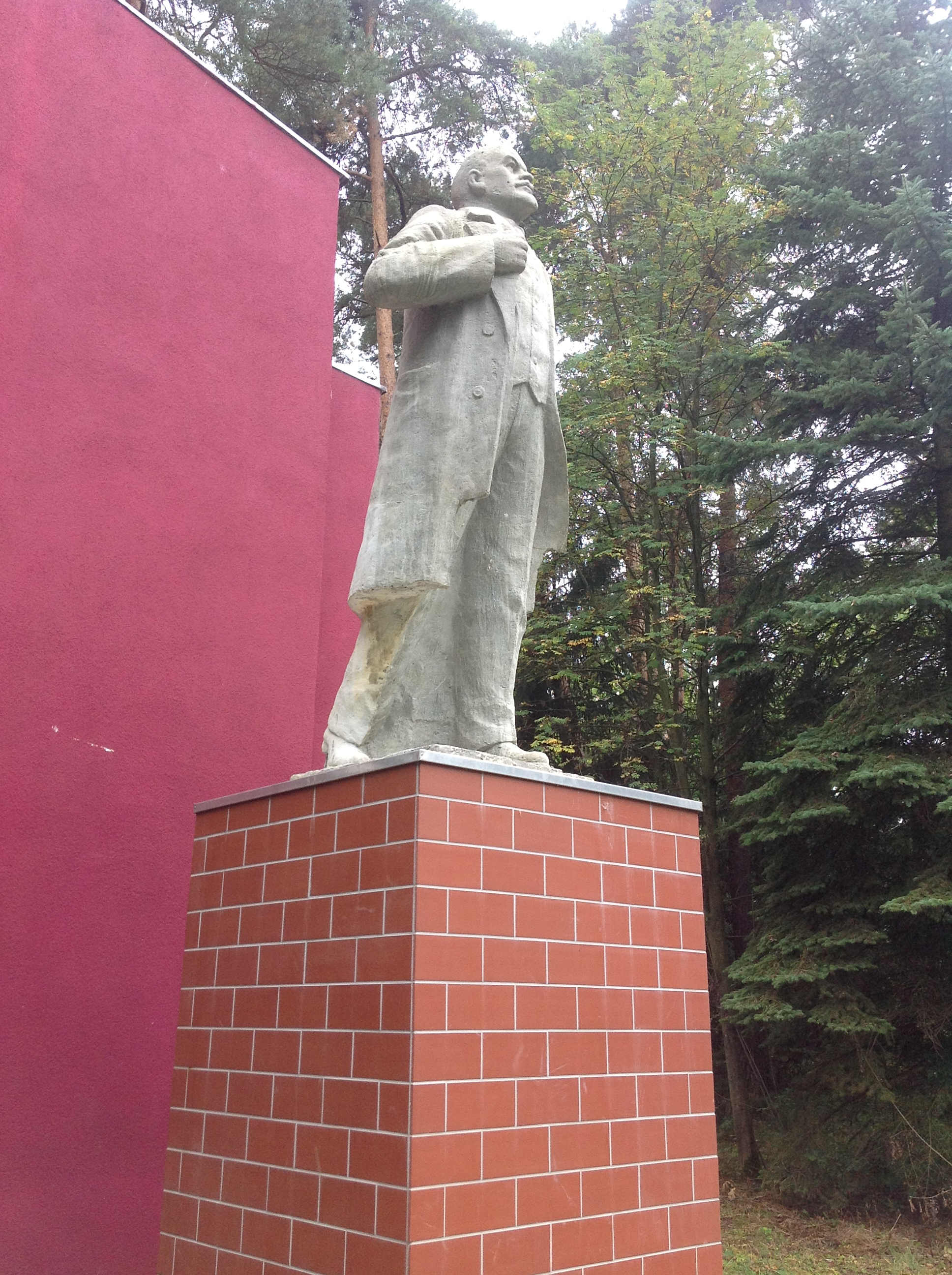
Памятник В. И. Ленину возле бывшего штаба армии в Норе.

- управление 4-го гвардейского стрелкового корпуса было передано в состав войск Ленинградского военного округа (г. Таллин);
- 35-я гвардейская стрелковая дивизия расформирована;
- 74-я гвардейская стрелковая дивизия расформирована;
- 82-я гвардейская стрелковая дивизия расформирована;
- 88-я гвардейская стрелковая дивизия расформирована;
- 47-я гвардейская стрелковая дивизия преобразована в 19-ю гвардейскую механизированную дивизию и передана в состав 3-й ударной армии;
- 79-я гвардейская стрелковая дивизия была преобразована в 20-ю гвардейскую механизированную дивизию;
- 27-я гвардейская стрелковая дивизия была преобразована в 21-ю гвардейскую механизированную дивизию.

Состав корпусов стал следующий:
- 28-й гвардейский стрелковый корпус:
  - 39-я гвардейская стрелковая дивизия.
  - 20-я гвардейская механизированная дивизия;
- 29-й гвардейский стрелковый корпус:
  - 21-я гвардейская механизированная дивизия,
  - 57-я гвардейская стрелковая дивизия.

### 1956—1957 года
В результате реформирования Вооружённых Сил СССР к концу 1957 года происходят следующие изменения:
- Управления 28-го гвардейского стрелкового корпуса и 29-го гвардейского стрелкового корпуса — расформированы;
- 20-я гвардейская механизированная дивизия преобразована в 27-ю гвардейскую танковую дивизию;
- 21-я гвардейская механизированная дивизия преобразована в 21-ю гвардейскую мотострелковую дивизию;
- 39-я и 57-я гвардейский стрелковые дивизии преобразованы в 39-ю и 57-ю гвардейские мотострелковые дивизии.

### 1964 год
- 20-я гвардейская мотострелковая дивизия передана в состав армии из 18-й гвардейской общевойсковой армии;
- 21-я гвардейская мотострелковая дивизия передана в состав 1-й гвардейской танковой армии.

### 1965 год
В 1965 году, в целях сохранения боевых традиций и в честь 20-летия Победы в Великой Отечественной войне, двум дивизиям армии была возвращена нумерация времён Великой Отечественной войны:
- 21-я гвардейская мотострелковая дивизия стала 27-й гвардейской мотострелковой дивизией и к её почётному наименованию «Новобугская» было добавлено наименование «Омская» в честь 27-й стрелковой Омской дважды Краснознамённой дивизии имени Итальянского пролетариата, отличившейся в годы Гражданской войны;
- 27-я гвардейская танковая дивизия стала 79-й гвардейской танковой Запорожской ордена Ленина, Краснознамённой, орденов Суворова и Богдана Хмельницкого дивизией.

### 1983 год
- В состав армии из 1-й гвардейской танковой армии передана 27-я гвардейская мотострелковая дивизия (бывшая 21-я гвардейская мотострелковая дивизия);
- 20-я гвардейская мотострелковая дивизия была передана в состав 1-й гвардейской танковой армии.

### 1989—1990
Выведены из состава армии и с территории Германии следующие части:
- 119-й отдельный танковый полк (Бад-Лангензальца) позывной «Техникум», в/ч пп 55140
- 722-й отдельный десантно-переправочный батальон, Галле, в/ч пп 97903
- 134-й отдельный батальон засечки и разведки (обзр), Гера, в/ч пп 51028, позывной «Отлогий» (ранее ОРРХР)
- 900-й отдельный десантно-штурмовой батальон, Лейпциг — Шенау в/ч пп 60370
- 794-я отдельная рота специального назначения, Нора, в/ч пп 30229

### 1991 год
- Управление армии, 227-й отдельный батальон охраны и обеспечения (Нора)
- 27-я гвардейская мотострелковая Омско-Новобугская Краснознамённая, ордена Богдана Хмельницкого дивизия

Всего: 225 танков Т-80, 343 БМП (140 БМП-2, 177 БМП-1, 26 БРМ-1К), 147 БТР-80, 108 САУ (54 2С1, 54 2С3), 18 орудий Д-30, 54 миномёта 2С12, 18 РСЗО Град;
- 39-я гвардейская мотострелковая Барвенковская ордена Ленина, дважды Краснознамённая, орденов Суворова и Богдана Хмельницкого дивизия

Всего: 155 танков Т-80, 340 БМП (127 БМП-2, 187 БМП-1, 26 БРМ-1К), 297 БТР-60, 126 САУ (72 2С1, 54 2С3), 72 миномёта 2С12, 18 РСЗО Град;
- 57-я гвардейская мотострелковая Новобугская орденов Суворова и Богдана Хмельницкого дивизия

Всего: 256 танков Т-80, 173 БМП (59 БМП-2, 99 БМП-1, 15 БРМ-1К), 304 БТР-60, 126 САУ (72 2С1, 54 2С3), 18 Д-30, 36 миномёта 2С12, 18 РСЗО Град;
- 79-я гвардейская танковая Запорожская ордена Ленина, Краснознамённая, орденов Суворова и Богдана Хмельницкого дивизия

Всего: 322 танков Т-80, 270 БМП (114 БМП-2, 141 БМП-1, 15 БРМ-1К), 18 БТР-60, 72 САУ (36 2С1, 36 2С3), 36 Д-30, 30 миномёта 2С12, 18 РСЗО Град..
- 11-я ракетная бригада, Вайсенфельс, в/ч пп № 57574
- 449-я ракетная бригада (Арнштадт) (ТРК «Точка», 10 Р-145БМ), в/ч пп 93861, выведена в ЗабВО Оловянная-4 (Ясная)
- 18-я зенитная ракетная бригада (Гота), в/ч пп 64490, выведена в полном составе с 4-мя озрдн в Приозерский р-он Ленинградской обл., п. Понтонное (в/ч 54159). Расформирована в 1999 году.
- 390-я гвардейская артиллерийская Запорожско-Одесская ордена Ленина, Краснознамённая, орденов Суворова и Кутузова бригада (Ордруф)

72 Д-20, 5 ПРП-3, 12 1В18, 4 1В19, 1 Р-145БМ, 2 БТР-60), в/ч пп 17439
- 116-я бригада материального обеспечения (Альтенбург), в/ч пп 25730
- 336-й отдельный вертолётный полк (Нора) (40 Ми-24, 9 Ми-8), в/ч пп № 06944, выведен в п. Воротынск МВО
- 486-й отдельный вертолётный полк (Альтес-Лагер) (45 Ми-24, 34 Ми-8), в/ч пп 40816, выведен в Курскую обл., расформирован в 2001 году
- 298-я отдельная вертолётная эскадрилья (Хаслебен) (3 Ми-8, 2 Ми-6, 2 Ми-24К, 2 Ми-24), в/ч пп 13797
- 325-я отдельная инженерно-сапёрная бригада (Гера)
- 65-й понтонно-мостовой полк (Мерзебург), в/ч пп 17064 выведен в Дальнереченск
- 91-й отдельный Одесский Краснознамённый, ордена Александра Невского полк связи (Веймар) (7 Р-145БМ, 1 Р-156БТР, 3 П-240БТ), в/ч пп 66670, выведен в Краснодар в состав 67-го АК СКВО
- 446-й отдельный радиорелейный кабельный батальон (Наумбург-Зале), в/ч пп 67275 выведен в СКВО
- 194-й отдельный радиотехнический полк (Веймар), в/ч пп 38769, выведен в Алакуртти ЛВО
- 46-й отдельный радиотехнический батальон (Нора), в/ч пп 35142
- 678-й отдельный батальон РЭБ (Йена-Вест), в/ч пп 83308
- 943-й отдельный противотанковый артиллерийский дивизион (Альтенбург), в/ч пп 50400
- 173-й отдельный ремонтно-восстановительный батальон (Маркенсдорф), в/ч пп 41485
- 202-й отдельный ремонтно-восстановительный батальон (Оберлунгвиц), в/ч пп 71238, выведен в г. Славянск-на-Кубани
- 794-я отдельная рота специального назначения (к. Нора), вч 30229, выведена в ноябре 1990г в г. Изяслав, Хмельницкой обл.

## Командование
Командующие армией
- Чуйков Василий Иванович, гвардии генерал-лейтенант (17 апреля 1943 — 18 октября 1943);
- Масленников Иван Иванович, гвардии генерал-полковник (21 октября — 15 ноября 1943);
- Чуйков, Василий Иванович, гвардии генерал-полковник (15 ноября 1943 — 9 мая 1945).

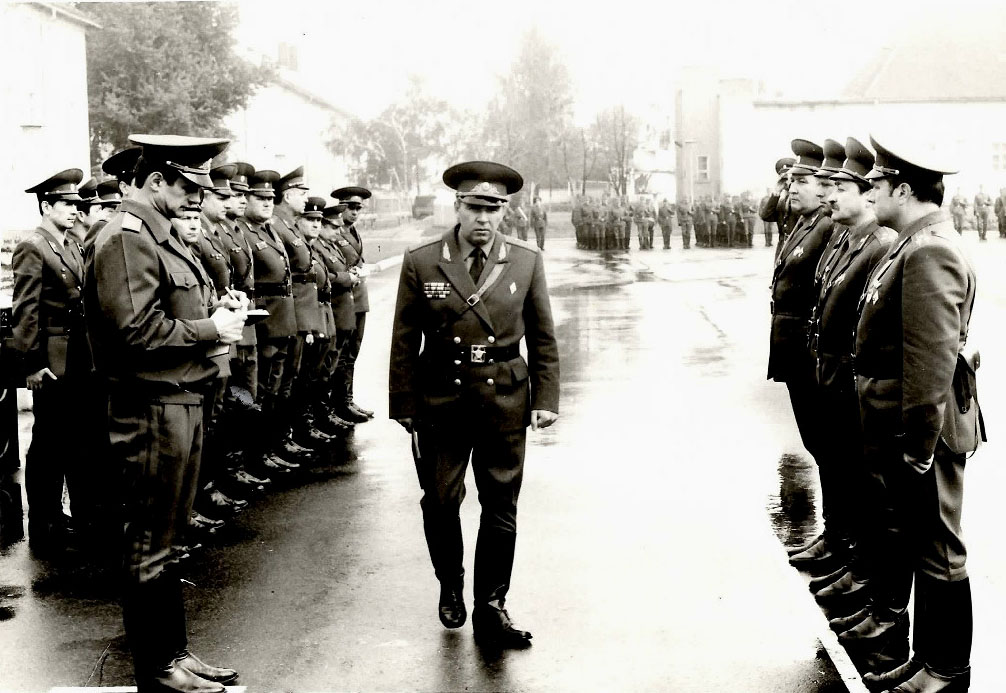
Один из последних строевых смотров 57-й гвардейской мотострелковой дивизии, 1992 год

- Чуйков, Василий Иванович, гвардии генерал-полковник (9 мая 1945 — 4 июля 1946)
- Болдин, Иван Васильевич, гвардии генерал-полковник (5 июля 1946 — 12 марта 1951)
- Горячев, Сергей Георгиевич, гвардии генерал-лейтенант (12 марта 1951 — 21 декабря 1953)
- Чистяков, Иван Михайлович, гвардии генерал-полковник (21 декабря 1953 — 18 сентября 1954)
- Хетагуров, Георгий Иванович, гвардии генерал-лейтенант (18 сентября 1954 — 1 апреля 1958)
- Толубко, Владимир Фёдорович, гвардии генерал-лейтенант (16 апреля 1958 — 17 марта 1960)
- Шавров, Иван Егорович, гвардии генерал-лейтенант (17 марта 1960 — 3 октября 1963)
- Шурупов, Александр Георгиевич, гвардии генерал-лейтенант (3 октября 1963 — 25 апреля 1968)
- Юрпольский, Иван Иванович, гвардии генерал-лейтенант (25 апреля 1968 — 16 декабря 1969)
- Викторов, Фёдор Фёдорович, гвардии генерал-лейтенант танковых войск (16 декабря 1969 — 19 июля 1972)
- Матвиенко, Андрей Михайлович, гвардии генерал-лейтенант (11 августа 1972 — 18 декабря 1975)
- Волхонский, Иван Петрович, гвардии генерал-лейтенант (18 декабря 1976 — март 1978)
- Бетехтин, Анатолий Владимирович, гвардии генерал-лейтенант (март 1978 — июнь 1981)
- Ковтунов, Александр Васильевич, гвардии генерал-лейтенант (июнь 1981 — август 1983)
- Крылов, Евгений Иванович, гвардии генерал-лейтенант (14 августа 1983 — июль 1985)
- Ачалов, Владислав Алексеевич, гвардии генерал-лейтенант (июль 1985 — декабрь 1987)
- Ковень, Николай Адамович, гвардии генерал-майор (декабрь 1987 — октябрь 1989, погиб 15 августа во время отпуска в автокатастрофе)
- Ковалёв, Леонид Илларионович, гвардии генерал-лейтенант (октябрь 1989 — 13 декабря 1990)
- Исаев, Василий Иванович, гвардии генерал-лейтенант (14 декабря 1990—1992)
- Соседов, Василий Петрович, гвардии генерал-майор (1992)

Начальники штаба армии
- Крылов, Николай Иванович, гвардии генерал-майор (17 апреля — 14 мая 1943);
- Владимиров, Владимир Яковлевич, гвардии генерал-майор (14 мая 1943 — 27 марта 1944);
- Кравцов, Иван Кондратьевич, гвардии генерал-майор (27 марта 1944 — 12 апреля 1944);
- Белявский, Виталий Андреевич, гвардии полковник (12 апреля 1944 — 2 мая 1944);
- Бобрук, Сергей Антонович, гвардии генерал-майор (3 мая 1944 — 27 мая 1944);
- Белявский, Виталий Андреевич, гвардии полковник, с сентября 1944 г. гвардии генерал-майор (27 мая 1944 — 9 мая 1945);
- Шанин, Григорий Иванович (декабрь 1953 — январь 1957), гвардии генерал-майор, генерал-лейтенант[37].
- Свиридов, Иван Васильевич, гвардии генерал-майор (октябрь 1968 — февраль 1974)
- Бетехтин, Анатолий Владимирович, гвардии генерал-майор (сентября 1975 — февраль 1978)

Члены Военного совета армии
- Чернышев, Фёдор Филатович, гвардии полковник, с сентября 1943 — гвардии генерал-майор (17 апреля 1943 — 6 января 1944)
- Лебедев, Виктор Матвеевич, гвардии полковник (17 апреля 1943 — 5 декабря 1943, погиб), второй член Военного совета
- Доронин, Яков Алексеевич, гвардии генерал-майор (январь 1944 — май 1944)
- Пронин, Алексей Михайлович, гвардии генерал-майор (8 мая 1944 — 9 мая 1945)
- Липодаев, Иван Алексеевич, гвардии генерал-лейтенант (1950 — 1953)[38]
- Полевик, Владимир Архипович, гвардии полковник, с апреля 1985 г. — гвардии генерал-майор (1984 — 1987)

Начальник разведотдела
- Гладкий, Алексей Петрович, гв. подполковник (май 1945 года)[39]

Командующий бронетанковыми и механизированными войсками
- Вайнруб, Матвей Григорьевич, гвардии генерал-майор танковых войск (май 1943 — февраль 1945),
- Троицкий, Иван Иванович, гвардии генерал-майор танковых войск (январь — февраль 1945).
- Либерман, Роман Александрович, гвардии полковник (май 1945 года)[40]

Командующий артиллерией
- Пожарский, Николай Митрофанович, гвардии генерал-лейтенант артиллерии (17 апреля 1943 — 5 мая 1945).

Начальник отдела связи
- Юрин, Иван Алексеевич, гвардии генерал-майор войск связи (16.04.1943 г. — до конца войны)

Начальник инженерных войск
- *  Ткаченко, Владимир Матвеевич, гвардии генерал-майор инженерных войск (c 1943 года — до конца войны)

Начальники тыла
- Похазников, Пётр Николаевич, гвардии генерал-майор (февраль 1944 — 9 мая 1945).

## Память
- [http://sch479.uvuo.ru/?p=352 (недоступная+ссылка) Музей 8-й гвардейской ордена Ленина армии в школе № 479 имени В. И. Чуйкова, Москва] (недоступная ссылка)
- Мемориальная доска на Шерпенском плацдарме (Республика Молдова).
- Памятный знак в селе Смородино Запорожской области, на месте, где располагался КП 8-й гвардейской армии[41].
- Мемориальная доска на улице Schulenburgring 2, в Берлине, где располагался штаб 8-й гвардейской армии.